# Fantasy Earth: Zero
Fantasy Earth: ZERO (ファンタジーアース ゼロ), também conhecido como Fantasy Earth: The Ring of Dominion é um MMO-Action RPG (First-Person Strategy), desenvolvido pela empresa japonesa Multi Term. Foi inicialmente publicado pela Square Enix em 26 de Fevereiro de 2006, mas foi cancelado alguns meses após seu lançamento, devido a falta de jogadores. Posteriormente, o jogo seria comprado e distribuído pela Gamepot. Seu segundo lançamento foi em 2 de Novembro de 2006.
O jogo se passa em uma era medieval, onde cinco nações lutam entre si pelo controle dos cristais.